# Станіслав Антоній Фредро
Станіслав Антоній Кароль Фредро з Плешевичів гербу Бонча (пом. перед 1681) — польський шляхтич, військовик, урядник Речі Посполитої.

## Біографія
Батько — Валентій Фредро — підчаший белзький, матір — дружина батька Барбара Лащ, донька стражника коронного.
1632 року студентом написав латиною вірш-похвалу перемиському біскупу РКЦ Генрику Фірлею на честь його входження на посаду. Після передчасної смерті батька його опікуном був Анджей Максиміліан Фредро. Голосував за кандидатуру короля Міхала Вишневецького як посол Перемиської землі, був в таборі голонбських конфедератів. 1670 року: був стольником подільським, зробив фундуш для костелу Брацлава. 1676 року став Чернігівським каштеляном після Миколая Хлопіцького. 1679 року за рішенням Перемиського сеймику мав надати 12 драгунів для «пильнування» деякого Юдки — орендаря в Перемишлі — за різні злочини.
Дружина — Катажина Белжецька-Корнякт — донька подільського воєводи Александера Станіслава Белжецького, вдова Кароля Францішека Корнякта. Діти:
- Антоніна — дружина завіхостського каштеляна Ґнєвоша
- Катажина — дружина красноставського старости Мнішека
- Александер Антоній — холмський, перемиський біскуп РКЦ
- Юзеф Антоній.